# Fizeș, Sălaj
Fizeș este un sat în comuna Sâg din județul Sălaj, Transilvania, România. Celelalte sate din comună sunt: Sâg, Tusa, Mal și Sârbi.

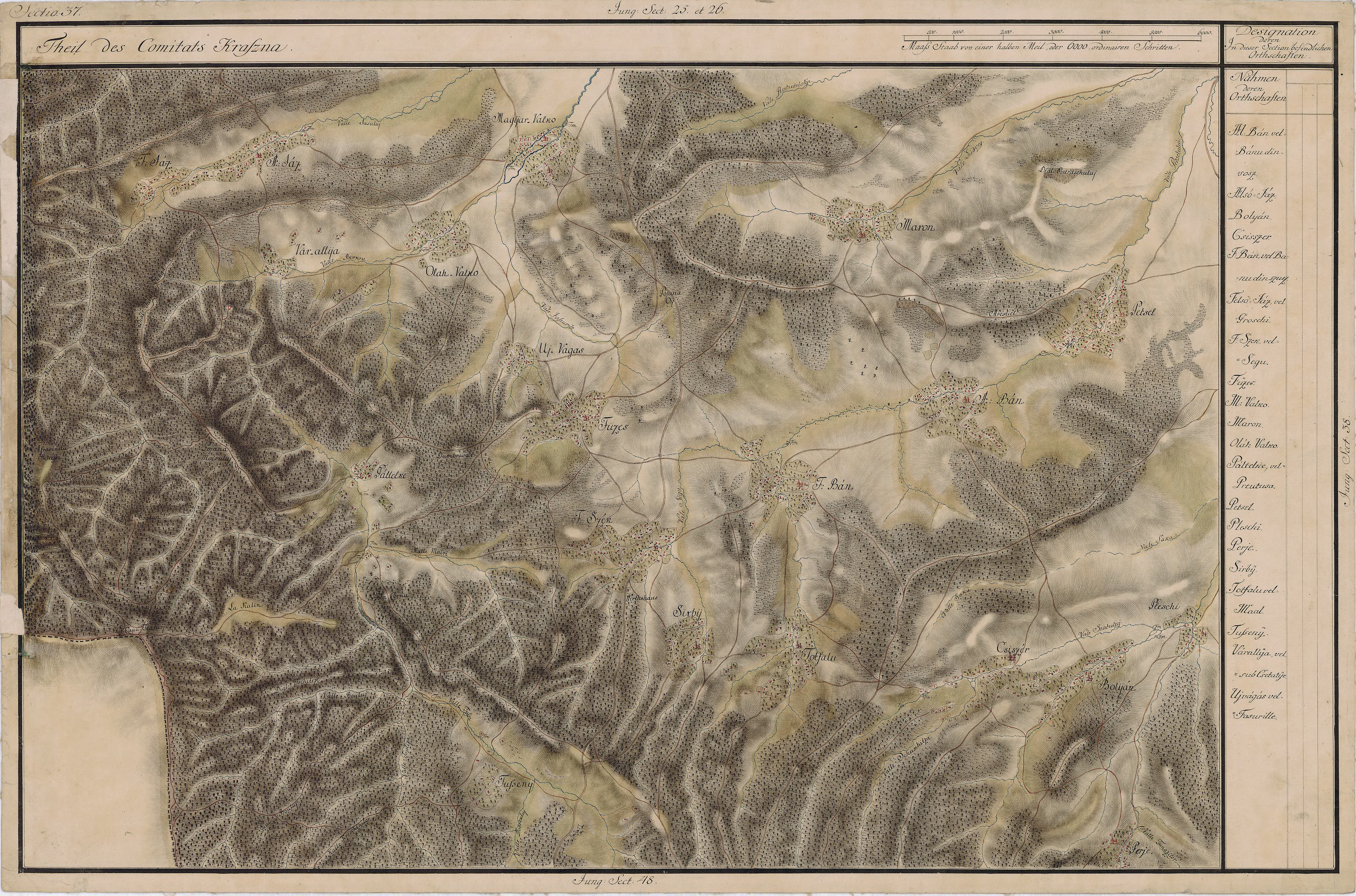
Fizeş în Harta Iosefină a Transilvaniei, 1769-1773

Relieful este preponderent deluros. 
Preocuparea principală a sătenilor este agricultura. 
Majoritatea locuitorilor sunt de religie ortodoxă.

 Acest articol despre o localitate din județul Sălaj este deocamdată un ciot. Puteți ajuta Wikipedia prin completarea lui.